# Victor Cupsa
 (août 2018).
Victor Cupsa, né le 23 avril 1932 à Dej en Roumanie est un peintre franco-roumain.

## Biographie

### Jeunesse
En 1940, à la suite des événements qui secouent l’Europe, les Arbitrages de Vienne obligent la famille de Victor Cupsa à se réfugier au sud de la Roumanie.
Études dans diverses villes de garnison, au gré des mutations du père, officier de carrière. Après la guerre, retour à Dej où il termine les études secondaires. À partir de 1945, il vit en même temps que sa scolarité les bouleversements politiques et sociaux, subis par les pays de l’Europe de l'Est. À partir de 1950, il suit les cours de la faculté de médecine vétérinaire d’Arad qu’il termine en 1955 et commence à travailler dans le laboratoire de diagnostic bactériologique d’Oradea. Pendant les années d’étude à Arad, il  suit en parallèle les cours de l’école de dessin et peinture qu’il continue ensuite à Oradea d'une manière plus intensive, sous les directives du sculpteur Iosif Fekete. Pendant cette période, plusieurs  participations à des expositions collectives régionales.
Entre 1947 et 1965, il assiste à la destruction de la société civile et à l’instauration d’une société anti-démocratique, spectacle qui le marquera profondément.

### Carrière
En 1961, il quitte la profession de vétérinaire pour se dédier exclusivement à la peinture, décision renforcée par le succès de sa première exposition personnelle, « Galerie Magheru » à Bucarest, qui, très éloignée du réalisme socialiste dominant fut en même temps une exposition test pour vérifier l’acceptation par le ministère de la Culture et par conséquent le Parti d’une certaine liberté d’expression.
Petru Comarnescu, l’un des plus importants critiques d’art de l’époque, prend position en sa faveur, le soutient en même temps que le peintre Alexandru Ciucurencu et l’historien d’art Raoul Șorban . Ils lui conseillent de s’établir dans la capitale, ce qu’il fait, malgré les difficultés administratives que cela comporte.
En 1965 seconde exposition personnelle à Bucarest, salle « Teatrul Mic ». La même année, il participe en tant que scénographe au spectacle de poésie « Jacques Prévert » mis en scène par Radu Penciulescu au même théâtre dont il était le directeur. Toujours en 1965, il est le lauréat du « Prix de la jeune peinture » qui donne le droit de représenter la Roumanie à la IVe Biennale des Jeunes Artistes à Paris. À cette occasion, il vient à Paris et décide de s’y établir. 
Entre 1967 et 1968, il crée le concept de « Métaobjet » dont la première manifestation est l’exposition personnelle à la « Galerie Zunini » en 1968. La préface du catalogue est signée par Denys Chevalier. Acquisition par les collections de l’État de l’une de ses œuvres, « Objet pour un taureau de combat » ainsi que d’un dessin.
Suivent les expositions personnelles de la « Galerie Creuse » à Paris, et celle de la « Galerie  du Sphinx » à Amsterdam.
En 1970, exposition au musée d'Art moderne de la ville de Paris, Animation, Recherche, Confrontation (ARC) direction Pierre Gaudibert, intitulée « L’espace Métaobjectal ». Sous le signe de « l’art total », certaines œuvres sont en mouvement, la composante sonore de l’ensemble étant la création de Joanna Bruzdowicz. Le catalogue de l’exposition est signé par le même Denys Chevalier.
Coopté par le comité organisateur du Salon Comparaisons pour faire partie du jury de sélection, section d’art contemporain ayant comme mode d’expression d’autres moyens que les moyens classiques, il assume cette charge jusqu’en 1972, année où il donne  sa démission à cause d'une crise de création due au constat des limites du moyen d’expression choisi.
Il reprend l’activité picturale fin 1972. Entre 1974 et 1987,  période d'activité intense, avec des manifestations nombreuses tant personnelles que collectives. Au mois de juillet 1975 commence une collaboration étroite avec la Galerie des Maîtres Contemporains d'Aix en Provence. Pour définir d'emblée le profil ouvert de l'orientation de la galerie, le directeur Jean Pierre Collot, organise trois expositions simultanées, vernissages en même temps, l'une d'art abstrait (Pierre Soulages) les deux autres (Victor Cupsa et Jean-Michel Folon) d'art figuratif. C'est le point de départ de plusieurs expositions dans le sud de la France, à Aix, Cannes et Menton.  Après l'exposition d'Aix en 1980 il est invité par la Municipalité d'Annecy ; ayant à sa disposition les salles de l'ancien Centre Culturel de la ville, il présente un ensemble de soixante sept toiles. S'ensuivra une collaboration de plusieurs années avec la galerie  "Bourg de Four 19" de Genève. Pendant cette période, en 1977, demande et obtient la nationalité française. La même année, invité par Gérald Gassiot-Talabot et Jean-Louis Pradel (organisateurs), participe aux "Mythologies Quotidiennes" au musée d'Art moderne de la ville de Paris. (A.R.C.2). L'activité intense continue avec l'exposition personnelle à la Galerie "Le Triskèle" (direction Sophie Babet, catalogue écrit par Gérald Gassiot-Talabot) et nombreuses autres manifestations, jusqu'en 1986 quand il se retire volontairement de la vie artistique et sociale. 
Depuis 2004, il vit à la campagne où, en 2010, il reprend des textes qu’il avait écrit pour la plupart  entre 1972 et 2000, dont une sélection est rassemblée sous le titre Cahiers d’atelier.  En 2011, la revue roumaine Convorbiri literare (Entretiens littéraires) publie une partie de ces textes. En 2012, en France, la maison d’éditions numériques « Lettropolis » publie les Cahiers d’atelier. Le texte accompagne 68 peintures et 18 dessins. Ses œuvres se trouvent dans des nombreuses collections privées en France et en Roumanie, mais aussi en Suisse, Allemagne, Angleterre, etc. ainsi que dans les collections du Musée d'art Moderne de la ville de Paris, du Musée National de Bucarest et celui du Musée "Tarii Crisurilor" d'Oradea (Roumanie).

## Expositions personnelles
- 1962 Salle Magheru-Bucarest
- 1965 Salle « Teatrul Mic » - Bucarest
- 1966 Galerie Françoise Besnard (dessins) - Paris
- 1966 Galerie Schoeninger - Munich. (dessins)
- 1968 Galerie Zunini - Paris. Galerie de Sphinx - Amsterdam. Galerie Creuse - Paris
- 1970 Musée d'art moderne de la ville de Paris. (A.R.C.)
- 1973 Galerie des Arts - Aix-en-Provence
- 1974 Galerie Atelier Mensch - Hambourg
- 1975 Galerie des Maîtres Contemporains - Aix-en-Provence
- 1976 Galerie des Maîtres Contemporains - Aix-en-Provence
- 1978 Galerie des Peintres européens - Cannes
- 1978 Galerie « Le Triskèle » - Paris. Galerie des Maîtres Contemporains, Aix-en-Provence
- 1979 Art Nouveau Galerie - Menton. Galerie « Le Triskèle » - Paris
- 1980 Galerie Pierre Lescot - Paris
- 1980 Galerie des Maîtres Contemporains - Aix-en-Provence
- 1981 Centre d'action culturelle d'Annecy. Galerie Bourg-de-Four 19 - Genève
- 1982 Galerie Raphaël - Francfort. Galerie Bourg-de-Four 19 - Genève
- 1984. Galerie Bourg-de-Four. 19. Genève
- 1986 Château Sainte-Barbe - Fontenay aux Roses

## Expositions collectives, groupes et salons
- Entre 1957 et 1965 expose à toutes les manifestations importantes de Roumanie (à Bucarest et Oradea).
- 1965 : La IVe Biennale des jeunes artistes Paris.
- 1966 : Galerie Raymonde Cazenave Paris.
- 1967 : Galerie Florance Houston-Brown Paris.
- 1968 : Salon " Grands et jeunes d'aujourd'hui ".
- 1969 :
  - Salon " Comparaisons ".
  - Exposition " Prix Europe de peinture " Ostende Belgique.
  - Salon de la jeune sculpture Paris.
  - Les trois dimensions dans la création plastique contemporaine. " American center " Paris.
  - Exposition " Art expérimental " Musée de Saint-Étienne.
  - Terza rassegna internationale d'arte. Acireale. Catane Italie.
- 1970 :
  - Grands et jeunes d'aujourd'hui Paris.
  - Comparaisons. Les plastiques et l'art contemporain *Paris.
  - La jeune sculpture Paris.
  - L'art dans la ville Fontainebleau.
  - L'art sans frontière Château de Tremblay.
  - Festival de Montargis.
  - Exposition d'art contemporain Maison de la culture, Orsay.
- 1971 :
  - Salon « Comparaisons. »
  - Salon « Grands et jeunes d'aujourd'hui. »
  - Salon « La jeune sculpture. »
  - Exposition « Prix Europe de peinture » Ostende, Belgique.
- 1972 :
  - Salon « Comparaisons »
  - Salon « Grands et jeunes d'aujourd'hui. »
- 1973 : Groupe à la galerie 9.
- 1975 : Grands et jeunes d'aujourd'hui.
- 1976 : Grands et jeunes d'aujourd'hui.
- 1977 : Mythologies quotidiennes, ARC 2, Paris.
- 1982 : Participation à « Art et Mode » ; Espace Cardin Paris ; Grands et Jeunes d'Aujourd'hui Paris.
- 1984 : Exposition des artistes Fontenaisiens. Ensemble du Château Sainte-Barbe.

## Ouvrages et interventions télé ou radiodiffusées
- De 1968 à 1980 : Plusieurs émissions sur la radio Free Europe. Individuelles ou participation à des "tables rondes" animées par Monica Lovinescu. La plus importante étant celle qui a suivi l'exposition à la galerie Pierre Lescot (1980).
- 1986 : Radio Free Europe. Émission critique de Mihai Pupazan concernant l'exposition au Château Sainte Barbe de Fontenay aux Roses.
- 1982 : La Télévision Française deuxième chaîne: interview et présentation des toiles dans le cadre de l'émission "Vous avez dit bizarre" de Michel Lancelot.
- 1991 : Télévision roumaine: film pour TVR International, réalisatrice Mihaela Cristea. L'interview, fait dans le cadre plus large concernant les personnalités de l'exil, est publié séparément peu de temps après dans le livre "Experienta initiaticà a exilului"(L'expérience initiatique de l'exil). Editions "Roza Vânturilor" Bucarest.(1994)
- 2010 : Film sur la vie et l'œuvre du peintre pour TVR International, réalisatrice Mariana Badan. Présenté aussi sur la chaîne culturelle.
- 2012 : En France, les éditions numériques "Lettropolis" publient les Cahiers d'atelier; les textes accompagnent 68 reproductions de peintures et de 18 dessins. A la parution, blog de P.F. Ghisoni « Les Cahiers d’atelier de Victor Cupsa » sur le site de « Lettropolis »
- 2012 : En Roumanie, la revue mensuelle « Convorbiri literare » (Entretiens littéraires) publie des fragments des Cahiers d'atelier dans les numéros 10, 11 et 12, de 2011 ainsi que le numéro 6 de 2012.
- 2014 : En France, publication toujours chez Lettropolis du livre-album "Chemin à travers tableaux", contenant l'ensemble des textes, 55 reproductions de peintures et 15 dessins.
- 2017 : En France, parution du livre "Solstice d'hiver" (Solde de tout compte) aux éditions Yvelinédition
- 2019 : En Roumanie, parution du livre Drum prin tablouri aux éditions Junimea. Préface de Basarab Nicolescu.